# CST-100 Starliner
Il CST-100 Starliner (Crew Space Transportation-100) è una capsula spaziale sviluppata da Boeing in collaborazione con Bigelow Aerospace, aziende private entrate nel programma Commercial Crew Development (CCDev) della NASA. La sua missione primaria è quella di trasportare gli equipaggi della Stazione spaziale internazionale e di eventuali stazioni spaziali private, come la programmata Bigelow Aerospace Commercial Space Station. Starliner è composta da una capsula per l'equipaggio riutilizzabile e da un modulo di servizio non riutilizzabile.
Esternamente è simile alla capsula Orion costruita dalla Lockheed Martin per la NASA. La capsula ha un diametro di 4,56 metri, è più grande dell'Apollo CSM ma più piccola della Orion. La navetta CST-100 può ospitare un equipaggio di sette persone, può restare in orbita attraccata ad una stazione fino a sette mesi ed è riutilizzabile fino a dieci missioni. Inoltre è compatibile con diversi vettori, come l'Atlas V, il Delta IV o il Falcon Heavy, ed il futuro Vulcan. Il veicolo di lancio è l'Atlas V, e le missioni impiegano il complesso di lancio 41 della Cape Canaveral Air Force Station, in Florida.
Nella prima fase del programma Commercial Crew Development (CCDev) la NASA conferì a Boeing un contratto di 18 milioni di dollari per uno studio preliminare. Nella seconda fase Boeing ottenne 93 milioni di dollari per un ulteriore studio. Il 3 agosto 2012 la NASA annunciò che Boeing aveva ottenuto un contratto di 460 milioni di dollari per continuare così a lavorare sul CST-100 sotto il programma Commercial Crew Integrated Capability (CCiCap). Il 16 settembre 2014 la NASA ha selezionato il CST-100, assieme al Dragon 2 di SpaceX, per il programma Commercial Crew Transportation Capability (CCtCap), con un contratto di 4,2 miliardi di dollari. Il primo volo di prova senza equipaggio (Boeing Orbital Flight Test) è avvenuto a fine 2019. La navetta ha raggiunto l'orbita ma a causa di malfunzionamenti non è riuscita ad attraccare alla Stazione Spaziale Internazionale. La missione è terminata con il rientro anticipato a Terra. 
La NASA ha concordato con Boeing una ripetizione del volo di test (Boeing Orbital Flight Test 2), che ha raggiunto con successo la ISS a maggio 2022. Il primo volo di test con equipaggio (Boeing Crewed Flight Test) era previsto per il 6 maggio 2024  ma è stato rinviato al 1º Giugno a causa di un difetto su una valvola di gestione dell'idrogeno. 
Il tentativo del 1 giugno è stato rinviato di 24 ore a causa di un problema tecnico, nelle ore successive è stato deciso di rinviare il lancio al 5 giugno, che è avvenuto alle 14:52 UTC.

## Sviluppo
Il progetto attinge all'esperienza di Boeing con l'Apollo CSM, lo Space Shuttle e l'ISS per la NASA, e al progetto per il Dipartimento di Difesa Orbital Express. Il CST-100 non deriva dall'Orion, ma molto spesso viene confuso con la più vecchia e semplice Orion Lite proposta da Bigelow Aerospace con l'assistenza tecnica della Lockheed Martin.
Il nome CST-100 venne utilizzato inizialmente quando la capsula fu annunciata dal CEO di Bigelow Aerospace Robert Bigelow nel Giugno 2010. CST è l'acronimo di Crew Space Transportation (Trasporto spaziale umano), sebbene sia stato riportato che il numero 100 sta per l'altezza a cui si trova la linea di Kármán, 100 km dal livello del mare, la quale definisce teoricamente il confine tra Terra e spazio. La denominazione era infatti una designazione arbitraria creata dalla sede centrale. Ricevendo pieni finanziamenti dal contratto della fase 1 del programma CCDev, lo Space Act Agreement si è prefissato alcuni obiettivi da raggiungere nel corso del 2010:
- Studio commerciale e selezione tra LES a spinta o a trazione;
- Review della definizione del sistema;
- Test dimostrativo dell'hardware del sistema di annullamento della missione;
- Dimostrazione di base del processo produttivo dello scudo termico;
- Dimostrazione delle attrezzature d'integrazione dei sistemi d'avionica;
- Dimostrazione della fabbricazione del modulo dell'equipaggio;
- Dimostrazione del sistema di atterraggio (test di caduta e test di raddrizzamento ad acqua);
- Dimostrazione della capacità di rivitalizzazione dell'aria del supporto vitale;
- Dimostrazione del sistema di rendez-vous e attracco autonomo;
- Dimostrazione di un modello di modulo dell'equipaggio.

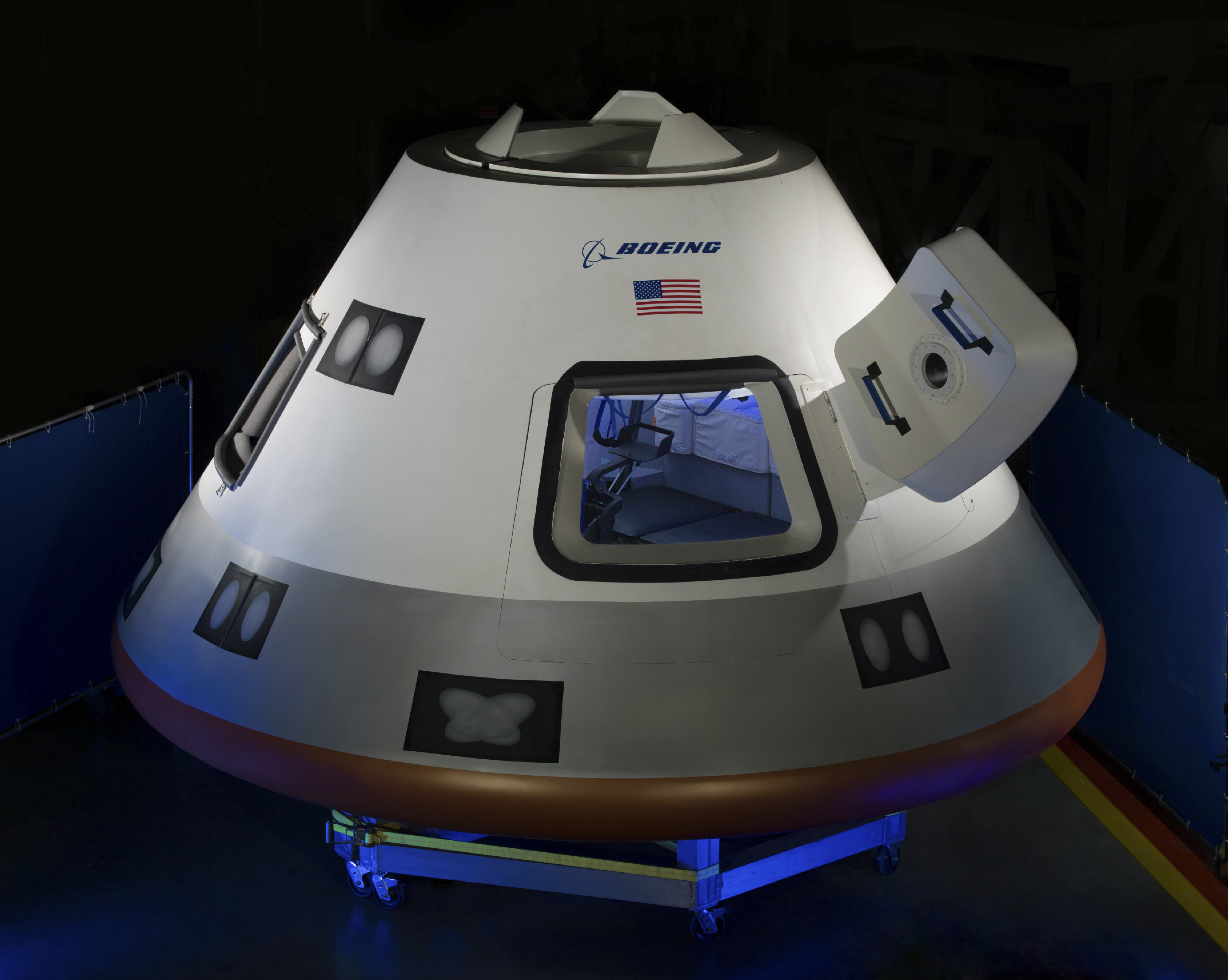
Modello del CST-100.

A Luglio 2010, Boeing ha previsto l'inizio dell'operatività della capsula per il 2015, a condizione che ricevesse approvazioni e fondi sufficienti. Inoltre avrebbe proceduto con lo sviluppo del CST-100 solo se la NASA l'avesse implementato la Commercial Crew Transport Initiative annunciata dall'amministrazione Obama ad inizio FY11. Il manager esecutivo di Boeing Roger Krone aveva stabilito che l'investimento della NASA sarebbe stato fondamentale di concludere il business case..
Boeing ha vinto il contratto da 92,3 milioni di dollari dalla NASA nell'aprile 2011 per continuare lo sviluppo del CST-100 nell'ambito della fase 2 del programma Commercial Crew Development (CCDev). Il 3 agosto 2012 la NASA ha assegnato il finanziamento di 460 milioni di dollari a Boeing perché continuasse a lavorare sul CST-100 anche nella terza fase del CCDev, ovvero il programma Commercial Crew Integrated Capability (CCiCap).
Il 31 ottobre 2011 la NASA ha annunciato che attraverso una collaborazione con Space Florida, la Orbiter Processing Facility-3 al Kennedy Space Center sarebbe stata affittata alla Boeing per costruire e testare il CST-100.

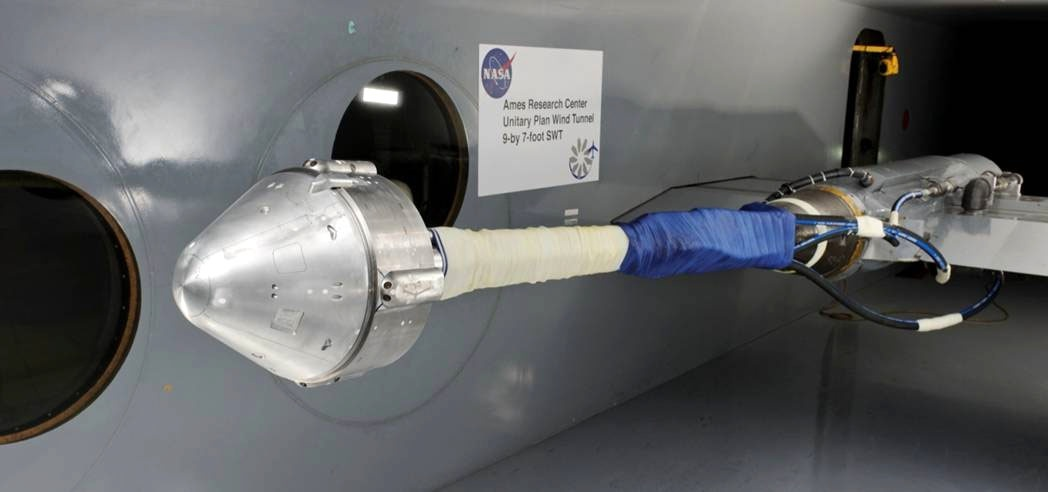
Test in galleria del vento della linea esterna della forma del CST-100.

Il 16 settembre 2014 la NASA ha selezionato Boeing (CST-100) e SpaceX (Dragon 2) tra le aziende in gara per ricevere finanziamenti per sviluppare sistemi di trasporto con equipaggi americani verso la Stazione Spaziale Internazionale. Boeing ha vinto un contratto da 4,2 miliardi di dollari per completare e certificare il CST-100 entro il 2017, mentre SpaceX ha vinto un contratto da 2,6 miliardi di dollari per completare e certificare il proprio Dragon 2. Il contratto prevede almeno un volo di test con equipaggio con almeno un astronauta della NASA a bordo. Una volta ottenuta la certificazione, lo Starliner della Boeing dovrà effettuare da 2 a 6 voli con equipaggio verso la ISS.
Il contratto della NASA permette a Boeing di vendere posti per turisti spaziali, se non interferiscono con le missioni. Boeing ha proposto il posto per un solo passeggero turistico ad un prezzo molto competitivo rispetto a quello offerto dalla Roscosmos.
Il 4 settembre 2015 Boeing ha annunciato che il CST-100 sarebbe stato chiamato ufficialmente CST-100 Starliner, un nome che segue le convenzioni del 787 Dreamliner della divisione Boeing Commercial Airplanes. Nel Novembre 2015 la NASA ha annunciato che Boeing non era stata selezionata nell'ambito della fase 2 del programma Commercial Resupply Services (CRS), contenente le missioni per i rifornimenti della Stazione Spaziale Internazionale.

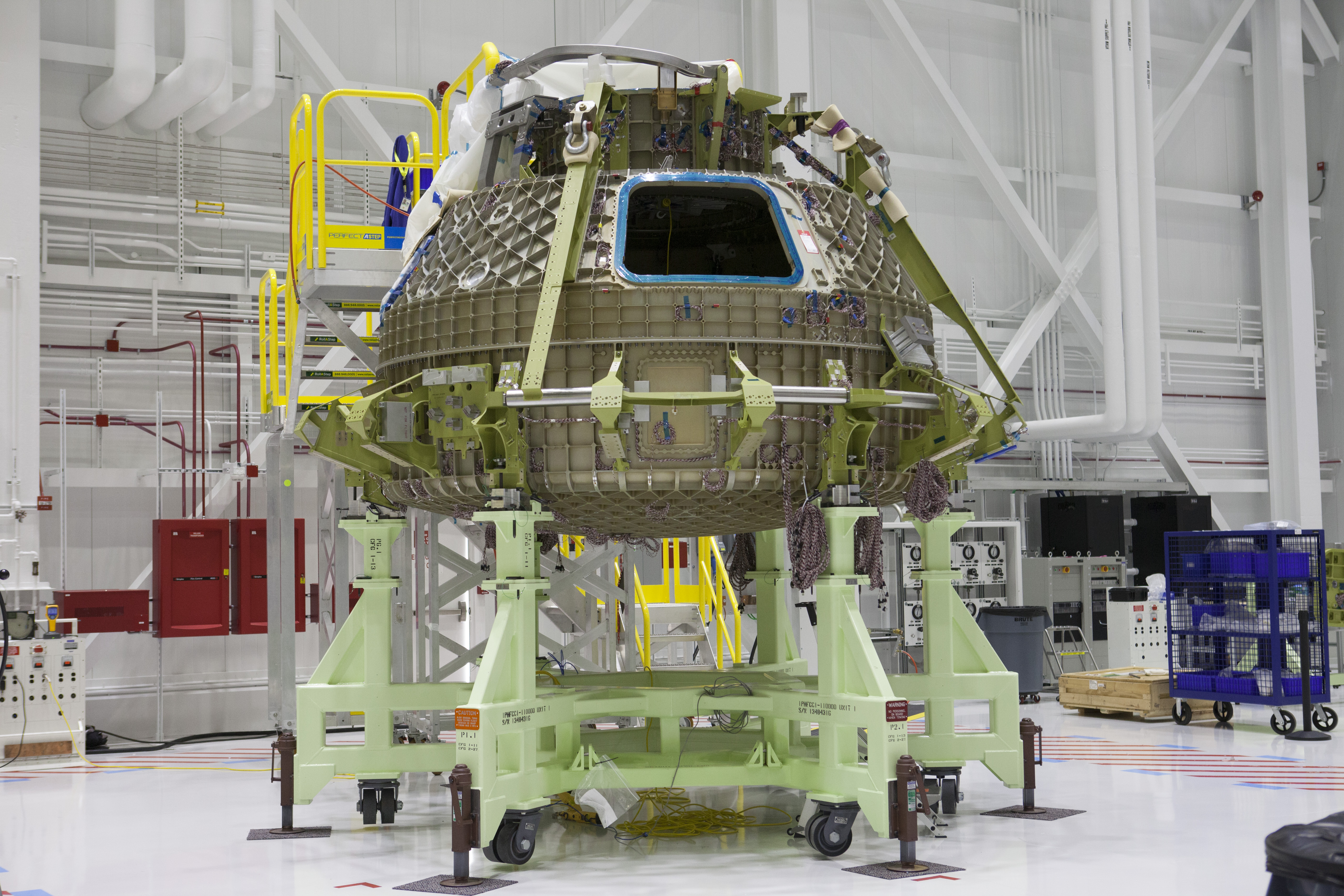
Lo scheletro della navetta nella Commercial Crew and Cargo Processing Facility del Kennedy Space Center per lo svolgimento di test

Nel maggio 2016 Boeing ha posticipato le previsioni del primo lancio del CST-100 da fine 2017 a inizio 2018.
Nell'ottobre 2016 Boeing ha rinviato ulteriormente il suo programma di sviluppo e test di altri 6 mesi, da inizio 2018 a fine 2018, a causa di problemi di produzione sul secondo CST-100. I motivi sono da ricercarsi in ritardi nella linea di approvvigionamento dei componenti della capsula da parte di alcuni fornitori; inoltre in un difetto di produzione che ha richiesto la sostituzione completa della parte inferiore della cellula pressurizzata della capsula 2 (composta di due elementi fondamentali saldati insieme) e destinata al primo volo con astronauti; anche a causa di un serraggio non corretto della parte che avrebbe dovuto mantenere immobile durante la lavorazione, il blocco di alluminio, che invece ha subito alcuni piccoli movimenti non rilevati e che hanno provocato una lavorazione errata successiva. Questo ha comportato la sostituzione dell'intera parte con una di nuova produzione. Infine, un problema ai test di certificazione di componenti minori della capsula ha causato un ulteriore ritardo di un paio di mesi sulla tabella di marcia.
Ad aprile 2019, la NASA ha comunicato che la prima missione con equipaggio, prevista per novembre 2018, si sarebbe svolta probabilmente nel 2019 o nel 2020. Se non ci fossero stati ulteriori ritardi, la navetta avrebbe portato tre astronauti invece di due e rifornimenti per la Stazione Spaziale Internazionale. Inoltre la permanenza sulla stazione sarebbe stata di sei mesi, analogamente ai normali voli per la rotazione dell'equipaggio, invece delle due settimane previste inizialmente.
Dopo il parziale fallimento della prima missione di test senza equipaggio nel 2019, la NASA ha acconsentito alla ripetizione della missione, da svolgersi ad agosto 2021. Il lancio è stato tuttavia interrotto a causa di problemi alle valvole del propellente. A settembre dello stesso anno, poiché non era stata ancora individuata la causa del malfunzionamento, la missione è stata rinviata a tempo indeterminato. La seconda missione di test senza equipaggio è stata portata a termine con successo nel maggio 2022.

## Testing

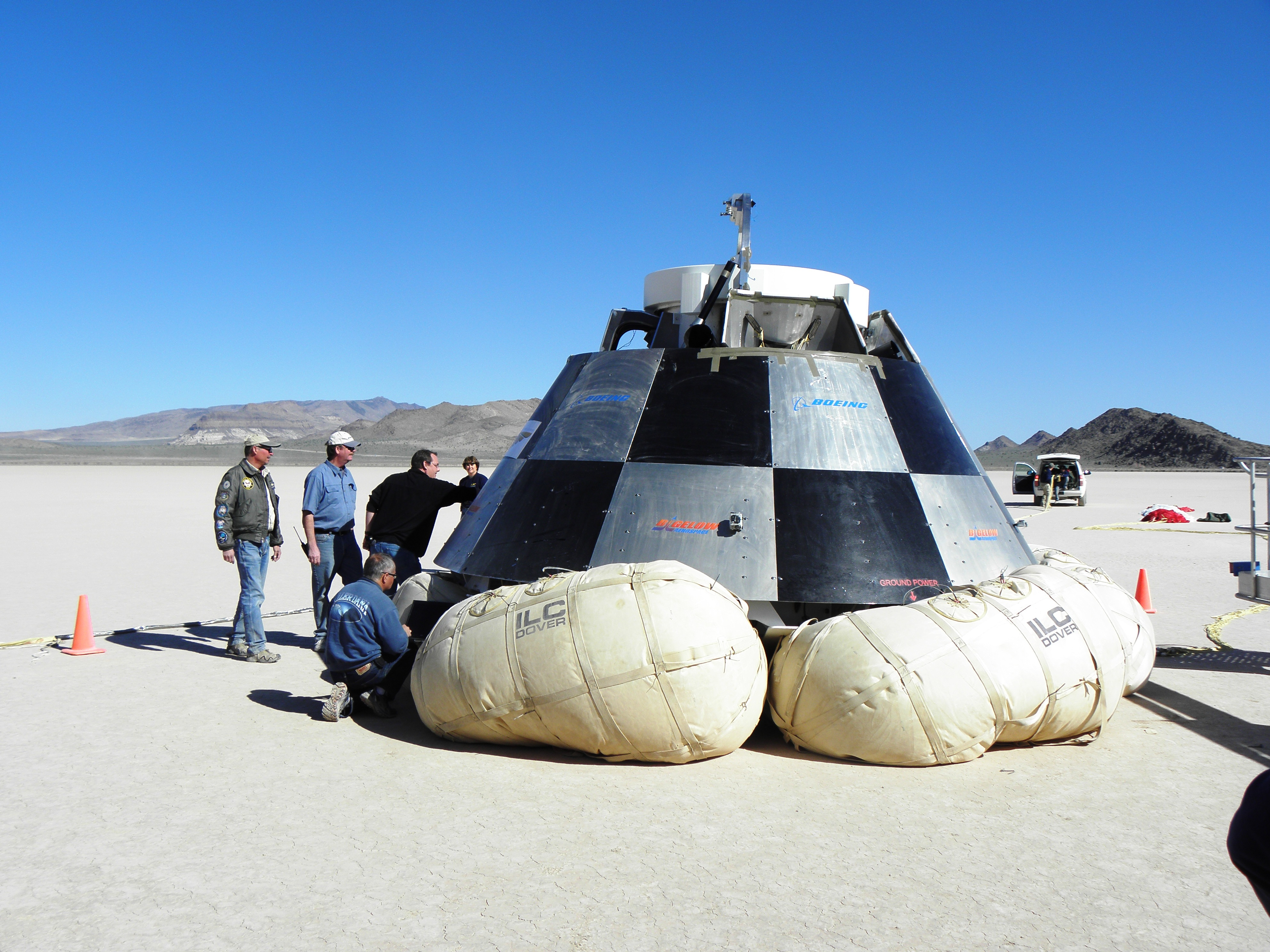
Test del 2012 della capsula CST-100 al Delamar Dry Lake, Nevada, con gli airbag dispiegati

La navetta Starliner è stata sottoposta a moltissimi test a partire dal 2011.
Nel Settembre 2011 è stata completata una serie di test di caduta libera per validare il progetto del sistema di gonfiaggio degli airbag. Gli airbag sono collocati sotto lo scudo termico del CST-100, che si separa dalla capsula durante la discesa ad un'altitudine di 1500 m. Gli airbag vengono dispiegati riempiendoli con una mistura di ossigeno e azoto compressi, a differenza delle misture esplosive integrate in diverse automobili. I test sono stati svolti nel deserto del Mojave, nel sudest della California, simulando una velocità di discesa di 30 km/h e la presenza di venti con velocità tra 16 km/h e 48 km/h. Bigelow Aerospace costruì l'impianto di test mobile e condusse i test.

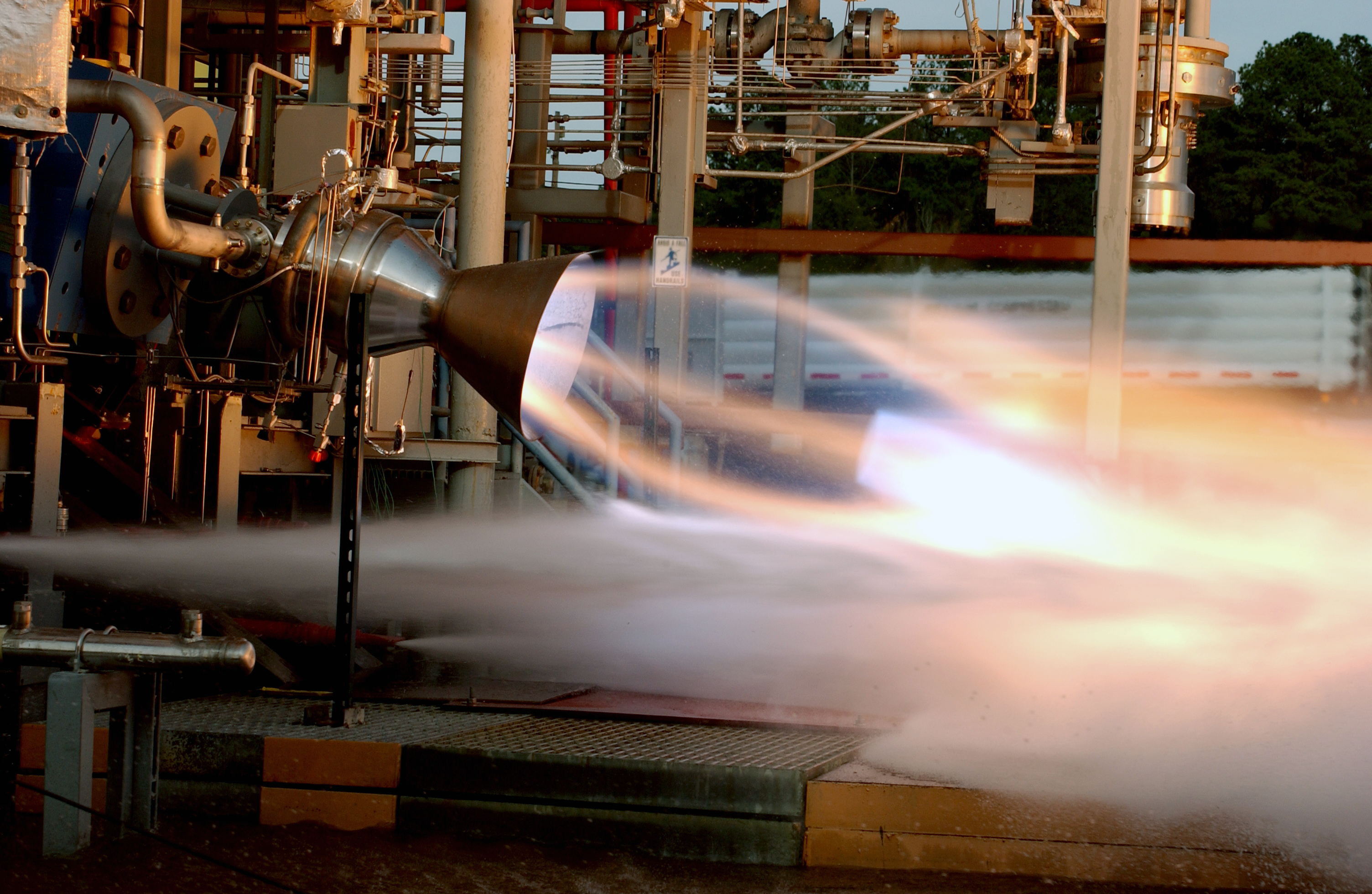
Test di accensione statico del motore RS-88 nel Dicembre 2003.

Nell'Aprile 2012 Boeing ha condotto un test di caduta libera con un modello di CST-100 nel deserto del Nevada al Delamar Dry Lake vicino ad Alamo, testando con successo i tre paracadute d'atterraggio principali da una altezza di 3400 m.
Nello stesso anno, Pratt & Whitney Rocketdyne ha completato con successo un ciclo completo sul Launch Abort Engine (LAE) progettato per l'annullamento del lancio della capsula. Il motore ha fornito le prestazioni previste in sede di progetto raggiungendo un valore di spinta totale di circa 18200 kg.
Il 19 Agosto 2013 (Giorno Nazionale dell'Aviazione statunitense) Boeing ha annunciato che due astronauti NASA hanno valutato le comunicazioni, l'ergonomia e l'interfaccia del CST-100, mostrando come i futuri astronauti avrebbero operato nel veicolo durante il viaggio verso la Stazione Spaziale Internazionale ed altre destinazioni in orbita bassa terrestre.
Nel 2013 una stima ha affermato che il costo di ogni sedile sarebbe stato concorrenziale rispetto a quello dei Soyuz, aggirandosi attorno a 57 milioni di dollari cadauno.
A febbraio 2015 è stato previsto il completamento del veicolo e l'inizio delle sue attività di trasporto passeggeri da e verso la ISS entro il 2017. Tuttavia, l'11 Maggio 2016 Boeing ha annunciato un ritardo di 8 mesi nel progetto a causa della necessità di ridurre la massa del veicolo, che creava problemi di aerodinamica durante la fase di decollo di Atlas V, e di ottemperare ai nuovi requisiti del software imposti dalla NASA.
Conseguenzialmente il test di annullamento del lancio dalla piattaforma, originariamente previsto per febbraio 2017, è stato rimandato ad ottobre 2017.
A maggio 2019 tutti i test dei propulsori sono stati completati con successo, utilizzando un modello di navetta contenente tutti i componenti che sarebbero stati impiegati nelle missioni con equipaggio, tra cui i serbatoi di propellente e di elio, il Reaction Control System, il propulsori per manovre e controllo di assetto, i propulsori per l'annullamento del lancio e l'avionica.
Il test del sistema di annullamento del lancio con equipaggio (Boeing Pad Abort Test) è avvenuto il 4 novembre 2019, presso la piattaforma 32 dello storico complesso di White Sands Missile Range.. Nonostante uno dei tre paracadute non si sia dispiegato, la navetta è atterrata in sicurezza con i due rimanenti, e il test è stato considerato un successo.

### Primo volo orbitale di prova

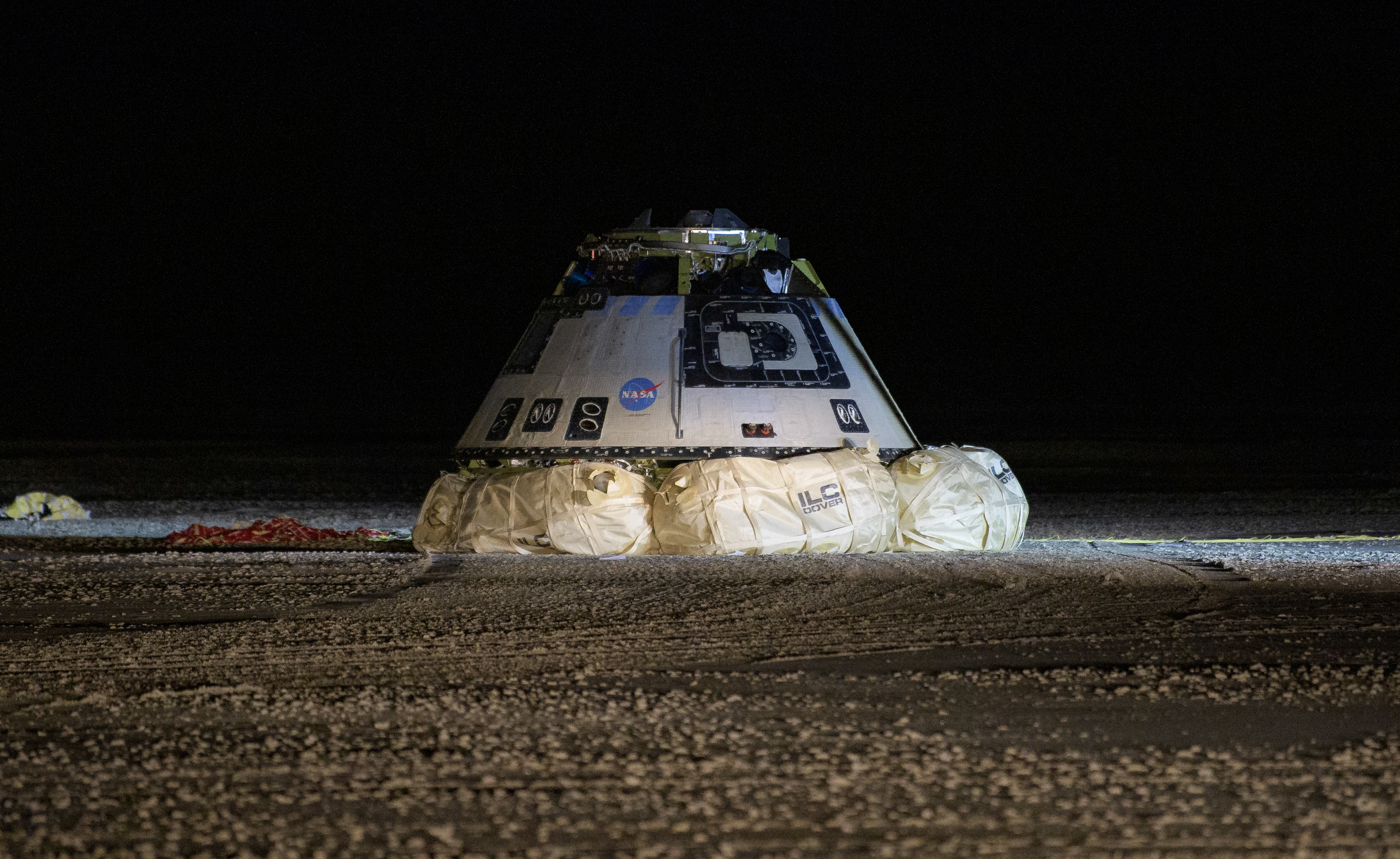
La navetta Starliner atterrata alla base di White Sands Missile Range nel Nuovo Messico al termine del primo volo orbitale di prova nel dicembre 2019

La missione di test senza equipaggio verso la ISS, Boe-OFT, è avvenuta il 20 dicembre 2019 da Cape Canaveral alle ore 12:37 (italiane), mancando però l'attracco con la ISS. A seguito di indagini, sono stati identificati due errori diversi con i sistemi software di bordo. Il primo riguardava l'orologio interno che memorizza il tempo di missione trascorso (Mission Elapsed Time), che ha causato un consumo eccessivo di propellente e ha reso impossibile raggiungere la stazione. Il secondo è stato rilevato e corretto durante la missione, e riguardava l'accensione dei propulsori che separano il modulo di servizio dalla capsula dell'equipaggio e avrebbe potuto causare una collisione tra i due componenti.

### Secondo volo orbitale di prova
Dopo il parziale fallimento del primo test orbitale, Boeing ha deciso di effettuare un secondo volo senza equipaggio per ripetere il test parzialmente fallito. La missione, chiamata Boeing Orbital Flight Test 2, era prevista inizialmente per ottobre o novembre 2020 ed è stata interamente finanziata da Boeing. Successivamente rinviata ad agosto 2021, durante le fasi precedenti al lancio è stata rilevata una anomalia con le 13 valvole del sistema di propulsione. I tentativi per risolvere il problema non sono andati a buon fine, quindi il lancio è stato cancellato per studiare più approfonditamente il problema. Le valvole erano corrose a causa di umidità che aveva interagito con il propellente, ma non era chiara la sua origine. A settembre la missione è stata sospesa a tempo indeterminato. Infine, la missione è stata lanciata il 19 maggio 2022. La navetta è entrata in orbita correttamente ed ha attraccato alla Stazione Spaziale Internazionale il 22 maggio. Tre giorni dopo, la capsula dell'equipaggio è rientrata a Terra con successo.

### Terzo volo orbitale con equipaggio
Nel terzo volo orbitale, la Starliner è stata lanciata per la prima volta con un equipaggio, gli astronauti Barry Wilmore e Sunita Williams. Dopo due tentativi di lancio rinviati, uno dei quali dovuto ad una perdita di elio che è stata giudicata non critica per la missione, la navetta è stata lanciata impiegando l'Atlas V. La durata prevista della missione era di otto giorni, con il rientro fissato il 14 giugno. Tuttavia la navetta ha sofferto di diversi malfunzionamenti, tra cui altre nuove perdite di elio al sistema di pressurizzazione dei serbatoi e il malfunzionamento di 5 propulsori del Reaction Control System durante l'avvicinamento alla stazione spaziale. Dopo due mesi di indagini, la NASA ha deciso che era troppo rischioso far rientrare Wilmore e William a bordo della navetta. Starliner è rientrata senza equipaggio il 7 settembre e gli astronauti sono rientrati con la missione SpaceX Crew-9 il 18 marzo 2025 ammarando al largo delle coste della Florida.

## Descrizione

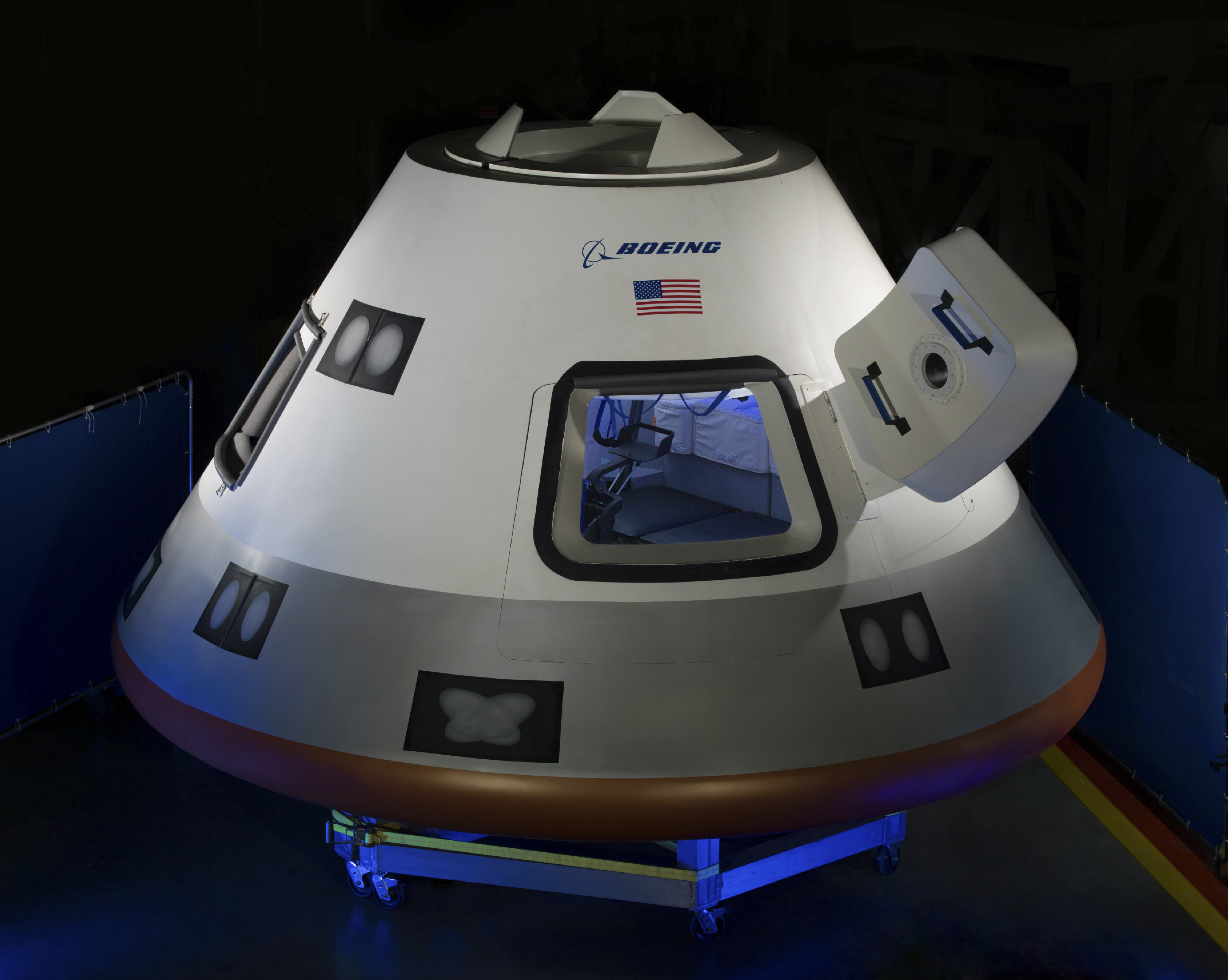
Modello della capsula dell'equipaggio

La navetta CST-100 Starliner è progettata per un equipaggio di sette persone, o cinque persone con l'aggiunta di un carico da trasportare in orbita terrestre bassa. Nelle missioni NASA di rifornimento della Stazione Spaziale è previsto che trasporti quattro astronauti e il carico. La navetta, che ha una struttura priva di saldature è riutilizzabile fino a 10 volte, con un intervallo di sei mesi tra una missione e la successiva. Boeing prevede di alternare due navette (la Spacecraft 2 e Spacecraft 3) per i voli previsti dal contratto con NASA. Il CST-100 è innovativo sotto molti punti di vista: il suo cockpit di ultima generazione è dotato di tablet di controllo (muniti di unità ausiliarie di backup), rete wireless interna, oltre al sistema di luci led blu chiamato "Sky Lighting" e concepito da Boeing per dotare l'interno della capsula di un aspetto rilassante, spazioso e confortevole, ripreso dai Boeing 787 e 737.
Starliner adotta il sistema NASA Docking System utilizzato anche sulla ISS dagli adattatori PMA di aggancio, di cui il primo installato nel 2016. Tra la prima e la seconda missione di test è stato modificato il progetto, aggiungendo una copertura incernierata al cono anteriore, simile a quella utilizzata nella navetta Dragon 2, che fornisce una migliore protezione durante il rientro atmosferico. Per lo scudo termico è impiegato il Boeing Lightweight Ablator, un materiale ablativo proprietà di Boeing.
I pannelli solari, forniti dall'azienda controllata Spectrolab, sono installati sul lato di poppa del modulo di servizio e forniscono una potenza elettrica pari a 2,9 kW.. Nel modulo di servizio sono anche presenti quattro propulsori Rocketdyne RS-88 utilizzati per il sistema di annullamento del lancio e alimentati da propellente ipergolico..
La navetta è progettata per essere compatibile con diversi vettori di lancio, tra cui l'Atlas V, il Delta IV, il Falcon 9 e il Vulcan Centaur, in sviluppo.
A differenza delle precedenti navette, Starliner atterra con l'ausilio di airbag, invece di ammarare. Sono previsti cinque luoghi di atterraggio negli Stati Uniti occidentali, che permettono di avere 450 opportunità di rientro ogni anno.
Il contratto con NASA prevede il trasporto di quattro passeggeri di equipaggio, lasciando a Boeing la possibilità di vendere il posto restante ad un turista.
Oltre alla capsula dell'equipaggio e al modulo di servizio, l'adattatore (chiamato Launch Vehicle Adapter) all'Atlas V comprende una struttura lunga 1,78 m chiamata aeroskirt che migliora la stabilità aerodinamica e smorza le onde d'urto provenienti dalla parte anteriore del razzo.

## Lista dei veicoli
| Identificativo | Nome    | Tipo       | Status   | Voli | Tempo di volo | Note |
| -------------- | ------- | ---------- | -------- | ---- | ------------- | --- |
| Spacecraft 1   | N.D.    | Prototipo  | Ritirato | 1    | 1m 35s        | Prototipo utilizzato per il test Boeing Pad Abort Test |
| Spacecraft 2   | N.D.    | Produzione | Attivo   | 1    | 5d 23h 55m    | Inizialmente era il velivolo per la missione con equipaggio, successivamente è stato assegnato alla missione Boeing Orbital Flight Test 2                                                                                      |
| Spacecraft 3   | Calypso | Produzione | Attivo   | 1    | 95g 14h 31m   | Prima navetta Starliner a volare nello spazio durante la missione di test OFT e la prima a trasportare un equipaggio nella missione CFT. Il nome deriva dal vascello di ricerca Calypso dell'esploratore Jacques-Yves Cousteau |

## Lista delle missioni dimostrative
| Missione                     | Stemma | Navetta        | Data di lancio (UTC)   | Data di atterraggio (UTC) | Equipaggio                    | Esito missione      |
| ---------------------------- | --- | -------------- | ---------------------- | ------------------------- | ----------------------------- | ------------------- |
| Boeing Pad Abort Test        | | S1             | 4 novembre 2019 14:15  | N.D.                      | N.D.                          | Riuscito            |
| Boeing Pad Abort Test        | Test di annullamento del lancio nella base White Sands Missile Range, Nuovo Messico. Uno dei tre paracadute non si è aperto completamente a causa di un errore nell'installazione, ma il sistema ha funzionato correttamente. |                |                        |                           |                               |                     |
| Boeing Orbital Flight Test   | | S3.1 Calypso   | 20 dicembre 2019 11:36 | 22 dicembre 2019          | N.D.                          | Parziale fallimento |
| Boeing Orbital Flight Test   | Primo test orbitale senza equipaggio. L'obiettivo principale della missione, il rendez-vous con la stazione spaziale è stato annullato a causa di un problema software che ha causato una accensione dei propulsori per l'inserimento orbitale che ha consumato troppo carburante. La navetta è atterrata nel Nuovo Messico due giorni dopo il lancio |                |                        |                           |                               |                     |
| Boeing Orbital Flight Test 2 | | S2.1           | 19 maggio 2022 22:54   | 25 maggio 2022            | N.D.                          | Riuscito            |
| Boeing Orbital Flight Test 2 | Secondo test orbitale senza equipaggio, aggiunto dopo il parziale fallimento del primo test orbitale. La navetta ha attraccato con successo alla stazione spaziale. |                |                        |                           |                               |                     |
| Boeing Crewed Flight Test    | | S3.2 Calypso ♺ | 5 giugno 2024, 14:52   | 7 settembre 2024          | Barry Wilmore Sunita Williams | Parziale fallimento |
| Boeing Crewed Flight Test    | Primo test con equipaggio della navetta Starliner.. Nella fase di avvicinamento alla stazione spaziale internazionale, la navetta ha avuto malfunzionamenti su cinque propulsori di manovra. L'equipaggio è riuscito ad effettuare il docking, ma la NASA non è riuscita a stabilire chiaramente la causa del problema, ed è stato ritenuto più sicuro far rientrare la Starliner senza equipaggio. Wilmore e Williams sono rientrati a Terra a bordo di una Crew Dragon il 18 marzo 2025, assieme all'americano Nick Hague e al russo Aleksandr Gorbunov, membri della missione Crew-9, |                |                        |                           |                               |                     |

## Lista delle missioni operative
| Missione           | Stemma                                       | Navetta | Data di lancio     | Data di atterraggio | Equipaggio                                           | Esito missione |
| ------------------ | -------------------------------------------- | ------- | ------------------ | ------------------- | ---------------------------------------------------- | -------------- |
| Boeing Starliner-1 |                                              | S2.2 ♺  | 2025 (programmato) | N.D.                | Scott Tingle Michael Fincke Joshua Kutryk Kimiya Yui | Programmato    |
| Boeing Starliner-1 | Primo volo operativo della navetta Starliner |         |                    |                     |                                                      |                |
| Boeing Starliner-2 |                                              | N.D.    | 2026 (programmato) | N.D.                | N.D.                                                 | Programmato    |
| Boeing Starliner-2 |                                              |         |                    |                     |                                                      |                |
| Boeing Starliner-3 |                                              | N.D.    | 2027 (programmato) | N.D.                | N.D.                                                 | Programmato    |
| Boeing Starliner-3 |                                              |         |                    |                     |                                                      |                |
| Boeing Starliner-4 |                                              | N.D.    | 2028 (programmato) | N.D.                | N.D.                                                 | Programmato    |
| Boeing Starliner-4 |                                              |         |                    |                     |                                                      |                |
| Boeing Starliner-5 |                                              | N.D.    | 2029 (programmato) | N.D.                | N.D.                                                 | Programmato    |
| Boeing Starliner-5 |                                              |         |                    |                     |                                                      |                |
| Boeing Starliner-6 |                                              | N.D.    | 2030 (programmato) | N.D.                | N.D.                                                 | Programmato    |
| Boeing Starliner-6 |                                              |         |                    |                     |                                                      |                |